# Principado de Fortuna

Brasão de Luís de la Cerda, o primeiro príncipe de Fortuna.

O Principado de Fortuna (em castelhano: Principado de la Fortuna) foi um feudo dependente da Santa Sé concedido pelo papa Clemente VI em 1344 a Luís de la Cerda, Infante de Castela, pela bula Tue devotionis sinceritas.
O seu nome refere-se às Ilhas Canárias, identificadas com as Ilhas Afortunadas da Antiguidade Clássica e assim chamadas frequentemente.
A única condição imposta pelo Pápa foi a de que Luís de la Cerda evangelizasse as Canárias. Contudo, o infante não obteve nem apoio económico nem militar, pelo que o principado não passou de um projeto. Apesar disso, o título de "Príncipe de Fortuna" foi usado por ele e por alguns dos seus descendentes.

## Lista dos Príncipes de Fortuna
- Luis de la Cerda (em francês:  Louis d'Espagne), primeiro Príncipe de Fortuna (1344-1351);
- Luis de la Cerda y Pérez de Guzmán, segundo Príncipe de Fortuna (1351-?).
- Juan de la Cerda, terceiro Príncipe de Fortuna e Senhor de El Puerto de Santa María (1351-1357).